# Ben Lammers
Benjamin William "Ben" Lammers (Houston, 12 de noviembre de 1995) es un jugador de baloncesto estadounidense. Con 2,08 metros de altura juega en la posición de pívot. Actualmente milita en las filas del Morabanc Andorra de la Liga Endesa.

## Trayectoria deportiva

### Universidad
Nacido en Houston, jugó durante cuatro temporadas con los Georgia Tech Yellow Jackets con los que tardó en destacar, pese a que llegaba con excelentes referencias de su adolescencia con Álamo Heights en San Antonio. Sus dos primeros años en la universidad incluyeron un rol de suplente que nada tuvo que ver con los dos siguientes en los que explotó, fue el center indiscutible de su equipo (14 puntos y 9 rebotes) y acaparó nominaciones y galardones como gran defensor en su conferencia.
En su mejor temporada NCAA, la 16/17, promedió 11.7 puntos, 9.2 rebotes, 3.4 tapones y 2.1 asistencias por partido. 
En el 2017 fue nombrado mejor defensor de la Atlantic Coast Conference con números de 9'2 rebotes y 3'4 tapones y también participó en el PIT con números de 7'3 puntos y 3'3 rebotes.

### Profesional
En verano de 2018, el center texano probó en un campus NBA como el de los Hornets, y previamente al draft tuvo un workout con los Atlanta Hawks de Georgia.
En agosto de 2018, firma por el Bilbao Basket para jugar en la Liga LEB Oro, tras el descenso del conjunto bilbaíno a la segunda categoría española. Lammers juega dos temporadas en Bilbao, el primero en la segunda división y el segundo en la Liga ACB tras haber logrado el ascenso. En Liga Endesa, Lammers jugó una media de 19 minutos por encuentro, anotando 7.8 puntos y capturando 4.8 rebotes. 
En julio de 2020 se compromete con el ALBA Berlín de la Basketball Bundesliga, donde jugó durante 3 temporadas. En la temporada 2022-23, el pívot logró unos promedios de 6.9 puntos, 4.5 rebotes y 0.8 asistencias en liga regular y 6.6 puntos, 2.9 rebotes y 0.8 asistencias en la Turkish Airlines EuroLeague.
El 1 de agosto de 2023, firma por el Dreamland Gran Canaria de la Liga Endesa.
El 3 de julio de 2024, firma por el Morabanc Andorra de la Liga Endesa.